# منیجمنت سوپ
منیجمنت سوپ کورپوریشن (کره‌ای: (주)숲엔터테인먼트؛ انگلیسی: Management SOOP Corporation) با نام تجاری منیجمنت سوپ (کره‌ای: 매니지먼트 숲) یک آژانس مدیریت بازیگران کره جنوبی است که در سال ۲۰۱۱ تأسیس شد و اکنون به عنوان شرکت تابعهٔ کاکائو انترتینمنت (کاکائو کورپوریشن) به فعالیت می‌پردازد. فهرست بازیگران شامل جون دو یون، گونگ یو، گونگ هیو جین، جونگ یو-می، کیم جه ووک، سو هیون جین، چوی وو شیک، نام جو هیوک، به سوزی و نام جی هیون و بازیگران دیگر است.

## تاریخچه
منیجمنت سوپ در ۱۹ آوریل ۲۰۱۱ توسط کیم جانگ کیون تأسیس شد که قبلاً برای شرکت‌های سایدوس اچ‌کیو و شبکهٔ آسیا (Network of Asia؛ ان.او. ای) (اکنون فنتجیو) کار می‌کرد.
در ۲۷ ژوئن ۲۰۱۸، کاکائو ام (اکنون کاکائو انترتینمنت) به دنبال گزارش‌هایی مبنی بر مذاکره برای تصاحب آژانس‌های سرگرمی و ایجاد همکاری با سه آژانس مدیریتی بازیگر یعنی بی‌اچ انترتینمنت، کمپانی جی. واید، منیجمنت سوپ و آژانس بازیگری و مدل تبلیغاتی برجسته در کره به نام رِدی انترتینمنت، یک آپدیت را به اشتراک گذاشت.